# Punti esperienza
I punti esperienza, solitamente abbreviati in italiano con PE o ESP e in inglese con XP o EXP (da experience points), sono la rappresentazione, in forma di punteggio, dell'avanzamento nel gioco di un personaggio e del suo livello di abilità in un gioco di ruolo. I punti esperienza possono essere guadagnati sconfiggendo nemici, oltrepassando ostacoli, raggiungimento determinati obiettivi, o distinguendosi positivamente durante il gioco. I punti esperienza vengono normalmente assegnati ai giocatori alla fine di ogni sessione di gioco, in modo da rappresentare realisticamente la crescita graduale del personaggio. 
Nei giochi derivati da Dungeons & Dragons e in molti videogiochi di ruolo alla giapponese l'accumulo di PE porta all'aumento di livello del personaggio. In altri giochi, come Mondo di Tenebra, questi punti vengono spesi direttamente in abilità.
Nella maggior parte dei giochi, all'aumentare della difficoltà aumenta anche il premio in punti esperienza. Più il giocatore guadagna esperienza più punti esperienza vengono richiesti dal gioco per passare al livello successivo. Nei giochi nei quali non è presente una progressione del personaggio a "livelli", le abilità più difficili e potenti richiedono più punti esperienza per essere acquistate.

## Videogiochi
I PE vengono utilizzati anche nei videogiochi di ruolo. Alcuni GdR multigiocatore come MUD e i MMORPG pongono un limite ai punti esperienza che il giocatore può guadagnare in un combattimento, tentando di mantenere un certo bilanciamento tra i nuovi giocatori e quelli con più esperienza.
Meno frequentemente, i punti esperienza vengono usati anche nei giochi di strategia in tempo reale, come nella serie di Imperivm e di Tzar. In questo caso qualsiasi unità può avanzare di livello, e quindi aumentare le proprie capacità di attacco e difesa, in base al numero di uccisioni. 